# IEEE软件工程汇刊
《IEEE软件工程汇刊》是一份由IEEE计算机学会出版的同行評審类双月科学期刊。该期刊创刊于1975年，着重于软件工程方面的研究。该期刊一般被认为是软件工程内的顶尖期刊。

## 分析及索引
本期刊被列于科学引文索引及当前内容/工程、计算与技术方面中。据《期刊引证报告》，2013年该期刊的影响因子为2.292。

## 主编表
| 主编名                                      | 所属大学                   | 任主编时期 |
| 马修·B·德怀尔（Matthew B. Dwyer）           | 内布拉斯加大学林肯分校     | 2014-2017  |
| 巴沙尔·奴赛贝（Bashar Nuseibeh）            | 開放大學                   | 2010-2013  |
| 杰弗里·克雷默（Jeffrey Kramer）             | 伦敦帝国学院               | 2006-2009  |
| 约翰·C·奈特（John C. Knight）               | 弗吉尼亚大学               | 2002-2005  |
| 安内利泽·A·安德鲁斯（Anneliese A. Andrews） | 丹佛大学                   | 2000-2001  |
| 理查德·凯默勒（Richard Kemmerer）           | 加利福尼亚大学圣芭芭拉分校 | 1996-1999  |
| 南希·莱韦森（Nancy Leveson）                | 麻省理工学院               | 1992-1995  |
| 维克多·巴西利（Victor Basili）              | 马里兰大学                 | 1988-1991  |
| C·V·拉玛莫希（C. V. Ramamoorthy）           | 加利福尼亚大学伯克利分校   | 1984-1987  |
| 貝拉迪·拉斯洛                               | 托马斯·Ｊ·華生IBM研究中心  | 1980-1983  |
| 雷蒙德·T·耶希（Raymond T. Yeh）             | 马里兰大学                 | 1975-1979  |